# Giovanni Visin
Giovanni Visin o Ivo Visin (Perzagno, 1806 – Perzagno, 1868) fu il primo capitano austriaco e il sesto al mondo a compiere una circumnavigazione del globo terrestre.

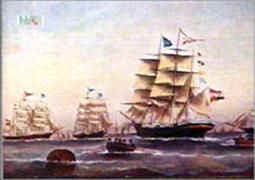
Il brigantino "Splendido" di Giovanni Visin

Nacque a Perzagno (Prčanj), nella baia di Cattaro (all'epoca nel regno d'Italia napoleonico, oggi in Montenegro) da una famiglia di origine istriana. Frequentò l'Accademia Nautica di Trieste e servì come primo ufficiale prima di ricevere, nel 1850, il brevetto di Capitano di lungo corso. 
A bordo dello Splendido, un brigantino a due alberi lungo 30 m con 311 tonnellate di carico, Visin ed il suo primo ufficiale Federico Bellavita effettuarono alcuni viaggi nel 1851, fra il mar Nero ed l'Europa settentrionale. Lo Splendido era una nave mercantile – sebbene armata con due cannoni –, con 11 uomini di bordo ed alcuni passeggeri paganti. Ricevuto un carico per Valparaíso, salpò da Anversa, in Belgio, l'11 febbraio 1852. Il viaggio durò 7 anni e si concluse con successo con il raggiungimento del porto di Trieste il 15 febbraio 1859. Durante il viaggio, sbarcò a Melbourne (prima nave battente bandiera austriaca) il 31 dicembre 1853, a Honolulu (30 marzo 1853), a Sydney (2 dicembre 1854), inoltre toccò Surabaya, Semarang e Bangkok (1858).  Dopo altri viaggi commerciali, da Singapore Visin fece rotta verso l'Eusopa, probabilmente con un carico di porcellana. 
Durante il periplo, Visin navigò per 101 297 miglia nautiche attorno al globo. Per questa impresa ricevette un'importante onorificenza della marina mercantile austriaca: venne decorato nel 1859 dall'imperatore Francesco Giuseppe con la Bandiera d’Onore Bianca "Merito navali", destinata a premiare i capitani al servizio della marina mercantile dell'impero austriaco che fossero i primi ad aprire con successo nuove relazioni commerciali con paesi remoti.

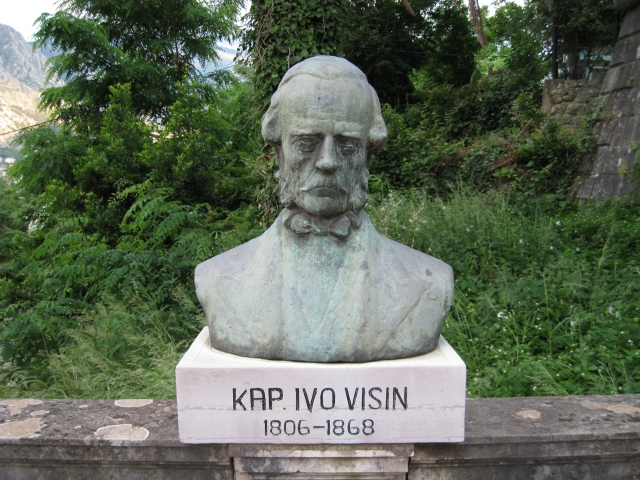
Busto di Giovanni Visin, davanti alla cattedrale della città di Perzagno.

Successivamente, Visin diventò cittadino onorario di Trieste.
La sua impresa può essere considerata una pietra miliare fondamentale delle esplorazioni navali del XIX secolo per l'area balcanica.